# Sejahtera Baru
Sejahtera Baru is een bestuurslaag in het regentschap Aceh Tenggara van de provincie Atjeh, Indonesië. Sejahtera Baru telt 412 inwoners (volkstelling 2010).